# AS Strasbourg
AS Strasbourg is een Franse voetbalclub uit Straatsburg. De club werd in 1890 opgericht in het toenmalige Duitse Keizerrijk als FV Straßburg. Naast voetbal is de club nu ook actief in atletiek en basketbal.

## Geschiedenis
In 1899/00 werd de club kampioen van Zuid-Duitsland en versloeg in de finale Karlsruher FV. Datzelfde jaar was de club medeoprichter van de DFB (Duitse voetbalbond). In de volgende jaren ging het minder goed met de club maar in 1917 bereikte de club de finale van de play-offs en verloor die van Stuttgarter Kickers. Na de Eerste Wereldoorlog werd Elzas-Lotharingen door Frankrijk geannexeerd en verdween FV Straßburg van het Duitse toneel en speelde verder in de Franse competities.
De club nam nu de naam AS Strasbourg aan en speelde in de hoogste klasse van het regionaal voetbal, (Division d’Honneur Alsace). Na de reorganisatie van de Franse competitie en de opstarting van de huidige hoogste klasse verzeilde de club in de lagere klassen.
Tijdens de Tweede Wereldoorlog werd Elzas-Lotharingen opnieuw veroverd door de Duitsers en de club speelde weer in de Duitse competitie onder de naam Sportverein Straßburg 1890. De club speelde één seizoen in de Gauliga Elsaß, een van de hoogste klassen. In 1944 promoveerde de club terug maar de competitie in de Elzas werd stilgelegd tijdens dit seizoen.
Na de oorlog speelde de club opnieuw onder de naam AS Strasbourg en was behoorlijk succesvol als amateurclub in de jaren 60.

## Erelijst
Kampioen Zuid-Duitsland
1900
Kampioen vierde klasse Frankrijk
1982
Kampioen Elzas
1926, 1961, 1966, 1970
Beker Elzas
1954, 1965, 1966, 1983